# Agranulocytóza

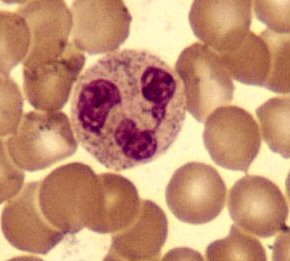
Neutrofil s členitým laločnatým jádrem. Charakteristická zrnka (granule) jsou vidět v cytoplazmě. Při agranulocytóze jsou to nejčastěji právě neutrofily, jejichž absolutní počet může poklesnout pod kritickou hladinu 500 buněk na 1 mm³. V okolí jsou červené krvinky (erytrocyty). Barveno dle Giemse

Agranulocytóza je krevní (hematologické) onemocnění, které je důsledkem kritického poklesu granulocytů, což je druh bílých krvinek (leukocytů). Granulocyty jsou nazývány podle obsahu zrnčitých (granulových) struktur, obsahující látky, které mají funkce v imunitní odpovědi organizmu. Nejčastěji postiženým granulocytem je obvykle neutrofil, v takovém případě mluvíme o neutropenii. Neutrofil je nejpočetnějším granulocytem vůbec. Mezi další postižitelné granulocyty náleží bazofil a eozinofil. Závažnost agranulocytózy tkví v tom, že výrazný pokles zejména neutrofilů způsobuje snížení imunitní odpovědi organizmu zejména proti bakteriálním infekcím. Granulocyt neutrofil se totiž mj. podílí na pohlcování tj. fagocytóze infekčních mikroorganismů.
O agranulocytóze mluvíme, když součet všech granulocytů v 1 mm³ poklesne pod 100 (viz krevní obraz a krevní diferenciál). Taková hodnota znamená, že množství granulocytů pokleslo pod 5 % jejich normální hodnoty.
Agranulocytóza, která se vyskytne sama o sobě, tj. bez spojení s jiným onemocněním, může být důsledkem reakce organismu na určitá léčiva (autonomní agranulocytóza, léková agranulocytóza).

## Upřesnění pojmu
Agranulocytóza → řecká předpona a = bez + granulocyt + óza= počeštělé osis = nemoc, choroba
Ačkoliv název odkazuje k úplnému chybění granulocytů (řecká předpona a), není pro diagnostické účely nulová hladina požadovaná.
U pojmenování agranulocytóza může dojít k pojmovému zmatení, protože koncovka -osis (óza) může odkazovat ke zmnožení (nikoliv k poklesu) - viz např. leukocytóza = chorobné zmnožení bílých krvinek. Tam, kde chceme vyjádřit pokles množství vybrané krevní buňky, přidáváme koncovku -penie (např. neutropenie = pokles počtu neutrofilů; leukopenie = pokles počtu bílých krvinek) ke kořenu (lemma) názvu dané krevní buňky. Z etymologického hlediska by tedy bylo správné nemluvit o agranulocytóze, ale o granulopenii (jde o alternativní pojmenování). Nicméně, zdravotnická odborná veřejnost po celém světě má pro stavy kritického poklesu granulocytů v krvi termín agranulocytóza již zažitý.
Připomeňme, že agranulocytóza bývá často zaměňována s neutropenií (pokles pod 500 neutrofilů na jeden mm³), protože pokles granulocytů vždy koreluje s poklesem neutrofilů jako nejvíce zastoupených granulocytů. Správné je ale oba pojmy rozlišovat, protože agaranulocytóza zahrnuje rovněž další granulocyty: bazofily a eozinofily. U nich se v případě jejich kritického poklesu mluví o vzácné eozinopenii a velmi vzácné bazopenii.

## Příznaky onemocnění
Agranulocytóza může probíhat bezpříznakově, nebo se může projevit náhlou horečkou, zimnicí a bolestmi v krku. Infekce různých zasažených orgánů může mít velmi rychlý nástup (např. zápal plic (pneumonie), infekce močového ústrojí aj.). Může se rovněž velmi rychle rozvinout sepse (otrava krve). Neutropenie a aganulocytóza jsou často ve spojení s nemocemi ústního ústrojí, takže mezi její příznaky patří: krvácení z dásní, zvýšená tvorba slin (hypersalivace), zápach z úst (halitóza), narušení okostnicových vazivových tkání.[zdroj⁠?!]

## Příčiny
Velké množství léčiv může zapříčinit vznik agranulocytózy. Patří sem: některá antiepileptika, léčiva proti zvýšené činnosti štítné žlázy (karbimazol, thiamazol, propylthiouracil), antibiotika (penicilin, chloramfenikol, cotrimoxazol), cytostatika, zlato, nesteroidní antiflogistika (indometacin, naproxen, fenylbutazon, metamizol, antidepresiva (mirtazapin)) a některá antipsychotika (atypické neuroleptikum klozapin).
V případě klozapinu je agranulocytóza natolik závažným vedlejším účinkem, že jeho uživatelé v USA a Kanadě musí být registrování v tamějším národním monitorovacím systému, aby byla zajištěna pravidelná kontrola počtu bílých krvinek a absolutního počtu neutrofilů (ANC = Absolute Neutrophil Count).
Ačkoliv projevy agranulocytózy mívají osobitý, individuálně rozličný charakter, odborníci doporučují, aby pacienti, kteří užívají vybraná riziková léčiva, byli upozornění na základní symptomy agranulocytózy (vysoká horečka, bolesti v krku aj.)

## Diagnóza
Stanovení diagnózy agranulocytózy vyžaduje krevní testy, pomocí nichž lze stanovit množství granulocytů (zkoumá se krevní obraz, krevní nátěr; počítá se krevní diferenciál = rozpočet bílých krvinek na jistou objemovou jednotku). Důležité je rovněž vyšetření kostní dřeně, při kterém se zkoumá počet vyzrálých krevních buněk ve vztahu k jejich prekurzorům. Vyšetření kostní dřeně může v případě chybějících neutrofilů odhalit, že vlastní chybějící počet je zastoupen v některých předchozích vývojových stupních granulocytu či je mezi ně rozdělen (viz krvetvorba). Vývojová řada granulocytu je následující: (myeloblast → promyelocyt → myelocyt → metamyelocyt → granulocyt). Přesné vyšetření krve je samozřejmě důležité z důvodů diferenciální diagnostiky, tj. zjištění, zda projevy onemocnění nesouvisí s jiným onemocněním jako např.: aplastická anémie, paroxymální (záchvatovitá) noční hemoglobinurie (onemocnění, při kterém je povrch červených krvinek citlivý ke komplementu, takže jsou napadány jako cizorodé a rozpouštěny-hemolýza), myelodysplazie a leukémie (nádorové zmnožení bílých krvinek, které vyvolává silnou reakci na infekční podněty, a proto může mít paradoxně stejný průběh jako samotná agranulocytóza).

## Léčba
Pokud příznaky chybí, ale agranulocytóza je prokázána, musí být odstraněný vnější příčiny (např. medikace). Dále musí být nemocný poučen o možných příznacích (horečka) onemocnění. Pravidelný monitoring krve je samozřejmostí. Pokud je přítomná infekce, nasazují se dle vyhodnocení závažnosti průběhu antibiotika (jsou to právě bakteriální infekce, které nemocné s agranulocytózou nejvíce ohrožují, protože neutrofily, které zajišťují fagocycytózu bakterií, chybí). Nasazen bývá širokospektrý penicilin se složkou zabraňující rezistenci jako např. piperacilin+tazobactam nebo tikarcilin+kyselina klavulanová. Dále lze použít: cefalosporinové antibiotikum ceftazidim nebo kombinaci meropenemu s gentamicinem či amikacinem.[zdroj⁠?!]
V případě, že horečka přetrvává i po 4-5 dnech a infekční příčina nebyla identifikována, dochází ke změně antibiotické medikace směrem ke glykopeptidovým antibiotikům (např. vankomycin, daptomycin) a následně je přidáno antifungicidní (protiplísňové) léčivo (např. amfotericin B). Pro obnovení normálního množství granulocytů se využívá rekombinací připravený růstový cytokin G-CSF (filgrastim), který povzbuzuje resp. urychluje syntézu nových granulocytů.
Použití krevní transfuze je sice možné, ale vzhledem k tomu, že v cirkulující krvi přežívají granulocyty 10 h. (cca 24 h. ve slezině a jiných tkáních), lze očekávat pouze krátkodobý efekt, který je spojen s možnými riziky transfuzní procedury.